# Glenvil (Nebraska)
Glenvil es una villa ubicada en el condado de Clay en el estado estadounidense de Nebraska. En el Censo de 2010 tenía una población de 310 habitantes y una densidad poblacional de 691,86 personas por km².

## Geografía
Glenvil se encuentra ubicada en las coordenadas 40°30′10″N 98°15′16″O / 40.50278, -98.25444. Según la Oficina del Censo de los Estados Unidos, Glenvil tiene una superficie total de 0.45 km², de la cual 0.45 km² corresponden a tierra firme y (0%) 0 km² es agua.

## Demografía
Según el censo de 2010, había 310 personas residiendo en Glenvil. La densidad de población era de 691,86 hab./km². De los 310 habitantes, Glenvil estaba compuesto por el 92.9% blancos, el 1.61% eran afroamericanos, el 0.65% eran amerindios, el 0% eran asiáticos, el 0% eran isleños del Pacífico, el 1.94% eran de otras razas y el 2.9% pertenecían a dos o más razas. Del total de la población el 4.52% eran hispanos o latinos de cualquier raza.